# (9711) Želetava
9711 Zeletava (1972 PA) – planetoida z grupy pasa głównego asteroid okrążająca Słońce w ciągu 5,13 lat w średniej odległości 2,97 j.a. Odkryta 7 sierpnia 1972 roku.